# Jundiaí
Jundiaí, amtlich portugiesisch Município de Jundiaí, ist eine Großstadt im brasilianischen Bundesstaat São Paulo, etwa 50 km von São-Paulo-Stadt entfernt. Im Jahr 2010 lebten in Jundiaí 357.909 Menschen auf 432 km².

## Verkehr
Jundiaí ist der Endpunkt der Bahnstrecke Santos-Jundiaí. Bis 1971 war die Companhia Paulista de Estradas de Ferro Inhaberin der Strecke. Heute ist es die Ferrovia Paulista SA (FEPASA).

## Sport
Der lokale Fußballverein Paulista FC gewann 2005 den Copa do Brasil. Er spielt zurzeit in der Série D.

## Söhne und Töchter der Stadt
- Romeu Pellicciari (1911–1971), Fußballspieler, Nationalspieler 1936–44
- Décio Pignatari (1927–2012), Lyriker, Essayist und Übersetzer, Mitbegründer der Konkreten Poesie
- Dalmo Gaspar (1932–2015), Fußballspieler und -trainer
- Doniéber Alexander Marangon (* 1979), Fußballspieler
- Júlio Silva (* 1979), Tennisspieler
- Rodrigo Tabata (* 1980), Fußballspieler
- Anderson Luiz de Carvalho (* 1981), Fußballspieler
- Ezequias (* 1981), Fußballspieler
- Reginaldo Ferreira Da Silva (* 1983), Fußballspieler
- Ana Carolina Reston Macan (1985–2006), Model
- Lucas Veríssimo (* 1995), Fußballspieler
- Lucas Piton (* 2000), Fußballspieler
- Eduarda Ribera (* 2004), Skilangläuferin und Biathletin

## Religion
Das christentum ist in der Stadt wie folgt vertreten:

### Römisch-katholische Kirche
Die römisch-katholische Gemeinde ist Teil des Bistums Jundiaí.

### Protestantische Kirche
In der Stadt gibt es die unterschiedlichsten evangelischen Glaubensrichtungen, hauptsächlich Pfingstler, darunter die brasilianischen Assemblies of God, die Christliche Kongregationalistische Kirche in Brasilien, und andere.